# ぼくんちのチャボ
「ぼくんちのチャボ」は、1980年12月 - 1981年1月にNHK『みんなのうた』で放送された曲。作詞：小黒恵子、作曲：三枝成彰、歌：ホリイくんと先生、アニメーション：加藤晃。

## 概要
1980年12月 - 1981年1月にNHK『みんなのうた』で放送された。また、同番組で使用されたアニメーション映像の製作は加藤晃が手掛けた。
自宅で飼っているチャボをコミカルに表現した楽曲。各番とも歌詞の最後は、チャボの鳴き声をコロッケと語呂合わせしたものとなっている。
歌唱を担当した「ホリイくん」とは本楽曲の作曲者の三枝成彰の弟子にあたる人物である。また「先生」とは三枝自身であり、『みんなのうた』で初めて三枝自身が歌唱した楽曲である。
この曲は、童謡としては極めて珍しく調性の無い無調性の作品である。尚、作曲者の三枝成彰はこの当時、名の漢字表記が現在とは違い「成章」だった（姓名判断の先生に言われ、1989年に変更）。